# Turbonilla punicea
Turbonilla punicea är en snäckart som beskrevs av Dall 1884. Turbonilla punicea ingår i släktet Turbonilla och familjen Pyramidellidae. Inga underarter finns listade i Catalogue of Life.